# 1952年夏季奥林匹克运动会锡兰代表团
1952年夏季奥林匹克运动会锡兰代表团是锡兰派出的1952年夏季奥林匹克运动会代表团。

## 田径
跳高
- Nagalingam Ethirveerasingam

## 拳击
- Leslie Handunge
- Basil Henricus

## 跳水
男子3米跳板
- Allan Smith

## 游泳
- Geoffrey Marks